# Cetonia pililineata
Cetonia pililineata är en skalbaggsart som beskrevs av Paul Norbert Schürhoff 1942. Cetonia pililineata ingår i släktet Cetonia och familjen Cetoniidae. Inga underarter finns listade i Catalogue of Life.